# Championnat d'Angleterre de rugby à XV de 2e division 2014-2015
Navigation
Greene King IPA Championship
 2013-2014 Greene King IPA Championship 2015-2016
Le Championnat d'Angleterre de rugby à XV de 2e division 2014-2015, qui porte le nom Greene King IPA Championship de son sponsor du moment, oppose douze équipes anglaises de rugby à XV. Le championnat débute le 5 septembre 2014 et s'achève le 27 mai 2015. Une première phase de classement voit s'affronter toutes les équipes en matchs aller et retour. À la fin de cette phase régulière, les quatre premières équipes sont qualifiées pour les demi-finales et la dernière du classement est rétrogradée en The National League One. La saison se termine sur une phase de playoff avec des demi-finales et une finale pour l'attribution du titre et l'accession en Aviva Premiership.

## Liste des équipes en compétition
La compétition oppose pour la saison 2015-2016 douze équipes anglaises de rugby à XV :
| - Bedford Blues - Bristol - Cornish Pirates - Doncaster Knights | - Jersey RFC - London Scottish - Moseley RFC - Nottingham RFC | - Plymouth Albion - Rotherham Titans - Worcester Warriors - Yorkshire Carnegie |

## Résumé des résultats

### Classement de la phase régulière
| Rang | Club                   | J  | V  | N | D  | Bo | Bd | Pm  | Pe  | Diff | Pts |
| ---- | ---------------------- | -- | -- | - | -- | -- | -- | --- | --- | ---- | --- |
| 1    | Bristol Bears          | 22 | 21 | 0 | 1  | 18 | 1  | 774 | 399 | +375 | 103 |
| 2    | Worcester Warriors (R) | 22 | 19 | 0 | 3  | 18 | 3  | 858 | 335 | +523 | 97  |
| 3    | London Scottish        | 22 | 12 | 2 | 8  | 10 | 2  | 534 | 498 | +36  | 64  |
| 4    | Rotherham Titans       | 22 | 13 | 1 | 8  | 5  | 2  | 505 | 488 | +17  | 61  |
| 5    | Nottingham RFC         | 22 | 12 | 0 | 10 | 5  | 3  | 461 | 578 | -117 | 56  |
| 6    | Yorkshire Carnegie     | 22 | 10 | 1 | 11 | 7  | 5  | 494 | 462 | +32  | 54  |
| 7    | Jersey Reds            | 22 | 8  | 2 | 12 | 5  | 7  | 495 | 621 | -126 | 48  |
| 8    | Cornish Pirates        | 22 | 9  | 0 | 13 | 4  | 5  | 436 | 464 | -28  | 45  |
| 9    | Doncaster Knights (P)  | 22 | 8  | 1 | 13 | 3  | 6  | 429 | 481 | -52  | 43  |
| 10   | Bedford Blues          | 22 | 7  | 0 | 15 | 6  | 4  | 433 | 604 | -171 | 38  |
| 11   | Moseley RFC            | 22 | 5  | 1 | 16 | 4  | 5  | 441 | 637 | -196 | 31  |
| 12   | Plymouth Albion        | 22 | 3  | 2 | 17 | 1  | 5  | 314 | 630 | -316 | 22  |

|  | Qualifiés pour la phase finale (no 1, no 2, no 3, no 4).             |
|  | Relégué en The National League One pour la saison 2015-2016 (no 12). |
|  | R : relégué 2014 ; P : promu 2014                                    |

Attribution des points : victoire sur tapis vert : 5, victoire : 4, match nul : 2, défaite : 0, forfait : -2 ; plus les bonus (offensif : 4 essais marqués ; défensif : défaite par 7 points d'écart maximum).
Règles de classement : 1. Nombre de victoires ; 2.différence de points ; 3. nombre de points marqués ; 4. points marqués dans les matchs entre équipes concernées ; 5. Nombre de victoires en excluant la 1re journée, puis la 2e journée, et ainsi de suite.

### Phase finale
Les quatre premiers de la phase régulière sont qualifiés pour les demi-finales. L'équipe classée première affronte à domicile celle classée quatrième alors que la seconde reçoit la troisième. Ces phases finales se déroulent en match aller-retour (Score cumulés).
|  | Demi-finales         | Demi-finales  |             |    | Finale | Finale |
|  | Demi-finales         | Demi-finales  |             |    | Finale | Finale |
|  |                      |               |             |    |        |        |
|  |                      |               |             |    |        |        |
|  |                      |               |             |    |        |        |
|  | [1] Bristol          | 56            |             |    |        |        |
|  | [1] Bristol          | 56            |             |    |        |        |
|  | [4] Rotherham Titans | 36            |             |    |        |        |
|  | [4] Rotherham Titans | 36            | [1] Bristol | 58 |        |        |
|  |                      |               | [1] Bristol | 58 |        |        |
|  |                      | [2] Worcester | 59          |    |        |        |
|  | [3] London Scottish  | [2] Worcester | 59          | 37 |        |        |
|  | [3] London Scottish  |               |             | 37 |        |        |
|  | [2] Worcester        | 65            |             |    |        |        |
|  | [2] Worcester        | 65            |             |    |        |        |

#### Demi-finales
| 2 mai 2015 13 h 30 | Bristol | 32 – 20 (-) | Rotherham Titans | Ashton Gate, Bristol 7 381 spectateurs Arbitre : Matthew Carley |
| 2 mai 2015 13 h 30 |         |             |                  | Ashton Gate, Bristol 7 381 spectateurs Arbitre : Matthew Carley |
| 2 mai 2015 13 h 30 |         |             |                  | Ashton Gate, Bristol 7 381 spectateurs Arbitre : Matthew Carley |

| 2 mai 2015 13 h 45 | London Scottish | 22 - 27 (-) | Worcester | Athletic Ground, Richmond 1 825 spectateurs Arbitre : Greg Garner |
| 2 mai 2015 13 h 45 |                 |             |           | Athletic Ground, Richmond 1 825 spectateurs Arbitre : Greg Garner |
| 2 mai 2015 13 h 45 |                 |             |           | Athletic Ground, Richmond 1 825 spectateurs Arbitre : Greg Garner |

| 8 mai 2015 19 h 45 | Worcester | 38 – 15 (-) | London Scottish | Sixways Stadium, Worcester 6 658 spectateurs Arbitre : Ian Tempest |
| 8 mai 2015 19 h 45 |           |             |                 | Sixways Stadium, Worcester 6 658 spectateurs Arbitre : Ian Tempest |
| 8 mai 2015 19 h 45 |           |             |                 | Sixways Stadium, Worcester 6 658 spectateurs Arbitre : Ian Tempest |

| 10 mai 2015 13 h 45 | Rotherham Titans | 16 – 24 (-) | Bristol | Abbeydale Park, Sheffield 3 227 spectateurs Arbitre : Dean Richards |
| 10 mai 2015 13 h 45 |                  |             |         | Abbeydale Park, Sheffield 3 227 spectateurs Arbitre : Dean Richards |
| 10 mai 2015 13 h 45 |                  |             |         | Abbeydale Park, Sheffield 3 227 spectateurs Arbitre : Dean Richards |

#### Finale
| 20 mai 2015 19 h 45 | Bristol | 28 – 29 (-) | Worcester | Ashton Gate, Bristol 12 010 spectateurs Arbitre : Wayne Barnes |
| 20 mai 2015 19 h 45 |         |             |           | Ashton Gate, Bristol 12 010 spectateurs Arbitre : Wayne Barnes |
| 20 mai 2015 19 h 45 |         |             |           | Ashton Gate, Bristol 12 010 spectateurs Arbitre : Wayne Barnes |

| 27 mai 2015 19 h 45 | Worcester | 30 – 30 (-) | Bristol | Sixways Stadium, Worcester 12 024 spectateurs Arbitre : JP Doyle |
| 27 mai 2015 19 h 45 |           |             |         | Sixways Stadium, Worcester 12 024 spectateurs Arbitre : JP Doyle |
| 27 mai 2015 19 h 45 |           |             |         | Sixways Stadium, Worcester 12 024 spectateurs Arbitre : JP Doyle |